# Panorpa longicornis
Panorpa longicornis är en näbbsländeart som beskrevs av Carpenter 1931. Panorpa longicornis ingår i släktet Panorpa och familjen skorpionsländor. Inga underarter finns listade i Catalogue of Life.